# Hosapura, Nanjangud
Hosapura là một làng thuộc tehsil Nanjangud, huyện Mysore, bang Karnataka, Ấn Độ.